# ملعب 4 أيلول الجديد
ملعب 4 أيلول الجديد هو ملعب يقع في مدينة سيواس، تركيا. أفتتح في عام 2016 وهو الملعب الرئيسي لنادي سيفاسبور، يتسوعب الملعب حوالي 27،532 مشجع.